# La Forêt-Sainte-Croix
Pour les articles homonymes, voir La Forêt.
La Forêt-Sainte-Croix (prononcé [la foʁɛ sɛ̃t̪ǝ kʁwa] ) est une commune française située à cinquante-quatre kilomètres au sud-ouest de Paris dans le département de l'Essonne en région Île-de-France.
Ses habitants sont appelés les Sylvaniens.

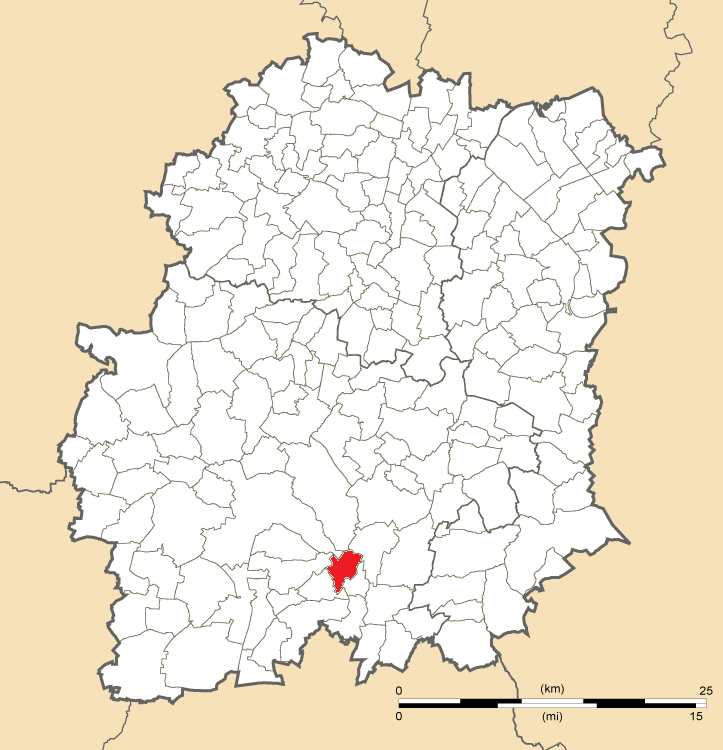
Position de La Forêt-Sainte-Croix en Essonne.

## Géographie

### Situation
Situés, à une centaine de mètres d’altitude, sur les confins du plateau de Beauce, à la limite du Gâtinais, les 536 hectares du finage de La Forêt, couverts de champs (céréales et betteraves) et de bois, sont entourés par les communes d’Étampes, Boissy-la-Rivière, Marolles-en-Beauce, Bois-Herpin, Puiselet-le-Marais et Morigny-Champigny.
La Forêt-Sainte-Croix est située à cinquante-quatre kilomètres au sud-ouest de Paris-Notre-Dame, point zéro des routes de France, trente-deux kilomètres au sud-ouest d'Évry, huit kilomètres au sud-est d'Étampes, quinze kilomètres au sud-ouest de La Ferté-Alais, dix-huit kilomètres au sud-ouest de Milly-la-Forêt, vingt-trois kilomètres au sud-est de Dourdan, vingt-trois kilomètres au sud-ouest d'Arpajon, vingt-neuf kilomètres au sud-ouest de Montlhéry, trente-et-un kilomètres au sud-ouest de Corbeil-Essonnes, trente-sept kilomètres au sud de Palaiseau.

### Hydrographie
Il n'existe aucun réseau hydrographique de surface.

### Communes limitrophes
| Étampes            | Morigny-Champigny     | Puiselet-le-Marais |
| Boissy-la-Rivière  | La Forêt-Sainte-Croix |                    |
| Marolles-en-Beauce |                       | Bois-Herpin        |

### Lieux-dits et écarts
La commune compte 34 lieux-dits administratifs répertoriés consultables ici.

### Climat
Pour des articles plus généraux, voir Climat de l'Île-de-France et Climat de l'Essonne.
En 2010, le climat de la commune est de type climat océanique dégradé des plaines du Centre et du Nord, selon une étude du CNRS s'appuyant sur une série de données couvrant la période 1971-2000. En 2020, Météo-France publie une typologie des climats de la France métropolitaine dans laquelle la commune est exposée à un climat océanique altéré et est dans la région climatique Sud-ouest du bassin Parisien, caractérisée par une faible pluviométrie, notamment au printemps (120 à 150 mm) et un hiver froid (3,5 °C).
Pour la période 1971-2000, la température annuelle moyenne est de 10,6 °C, avec une amplitude thermique annuelle de 15 °C. Le cumul annuel moyen de précipitations est de 639 mm, avec 10,7 jours de précipitations en janvier et 7,4 jours en juillet. Pour la période 1991-2020, la température moyenne annuelle observée sur la station météorologique la plus proche, située sur la commune de Boigneville à 12 km à vol d'oiseau, est de 11,5 °C et le cumul annuel moyen de précipitations est de 615,6 mm,. Pour l'avenir, les paramètres climatiques de la commune estimés pour 2050 selon différents scénarios d'émission de gaz à effet de serre sont consultables sur un site dédié publié par Météo-France en novembre 2022.

## Urbanisme

### Typologie
Au 1er janvier 2024, La Forêt-Sainte-Croix est catégorisée commune rurale à habitat dispersé, selon la nouvelle grille communale de densité à sept niveaux définie par l'Insee en 2022.
Elle est située hors unité urbaine. Par ailleurs la commune fait partie de l'aire d'attraction de Paris, dont elle est une commune de la couronne,. Cette aire regroupe 1 929 communes,.

### Occupation des solssimplifiée
Le territoire de la commune se compose en 2017 de 97,52 % d'espaces agricoles, forestiers et naturels, 0,77 % d'espaces ouverts artificialisés et 1,71 % d'espaces construits artificialisés.

## Toponymie
Foresta en 1195, Foresta Sancta Crucis en 1230.
Durant la Révolution, elle fut créée sous le nom de La Forest aux Bois, elle obtint son nom actuel dans le Bulletin des lois en 1801.

## Histoire
Les outils en pierre taillée ou polie ramassés sur le territoire de la commune indiquent qu'il a été fréquenté par les hommes depuis les temps préhistoriques, il y a plus de 35 000 ans, et que le défrichement, commencé au mésolithique (- 10 000 ans), s'est poursuivi au néolithique (- 5000 ans), puis avec les Gaulois de l'âge du fer (- 850 ans). Les monnaies, les débris de tuiles et de céramiques montrent que les exploitations agricoles des Gallo-romains ont remplacé les fermes gauloises, jusqu’à leur destruction lors des Grandes Invasions du début du Ve siècle. Les taillis et la forêt recouvrirent alors les terres qui n’étaient plus cultivées, jusqu’à la reprise des défrichements mis en œuvre par les seigneurs du Moyen Âge. 
La Forêt-Sainte-Croix fut, ainsi, fondé, en 1155, par le chapitre des chanoines de la cathédrale Sainte-Croix d’Orléans, qui fit défricher et mettre en culture une forêt faisant partie du domaine qu'il possédait dans l'Étampois depuis le IXe siècle. Le village a été une seigneurie ecclésiastique jusqu'à la Révolution. Un curé est attesté dès 1190. Dédiée à saint Saturnin, l'église, qui, au XIIIe siècle, avait succédé à la chapelle des origines, a été entièrement reconstruite, au début du XVIe siècle. Son haut clocher de pierre s'est effondré vers 1850 et a été remplacé par un petit clocher de charpente, édifié à la pointe du toit, que l'on voit encore aujourd'hui. Consolidée et restaurée, tant à l'extérieur qu’à l'intérieur, l'église, unique monument du village, a reçu un ensemble complet de vitraux contemporains dû au maître-verrier Louis-René Petit. On peut y voir des pierres tombales (de 1571 et de 1618), des statues en bois polychromes et de surprenants culs-de-lampe à visage.

## Politique et administration

### Politique locale
La commune de La Forêt-Sainte-Croix est rattachée au canton d'Étampes, à l'arrondissement d’Étampes et à la deuxième circonscription de l'Essonne.
La commune de La Forêt-Sainte-Croix est enregistrée au répertoire des entreprises sous le code SIREN 219 102 480. Son activité est enregistrée sous le code APE 8411Z.

### Liste des maires

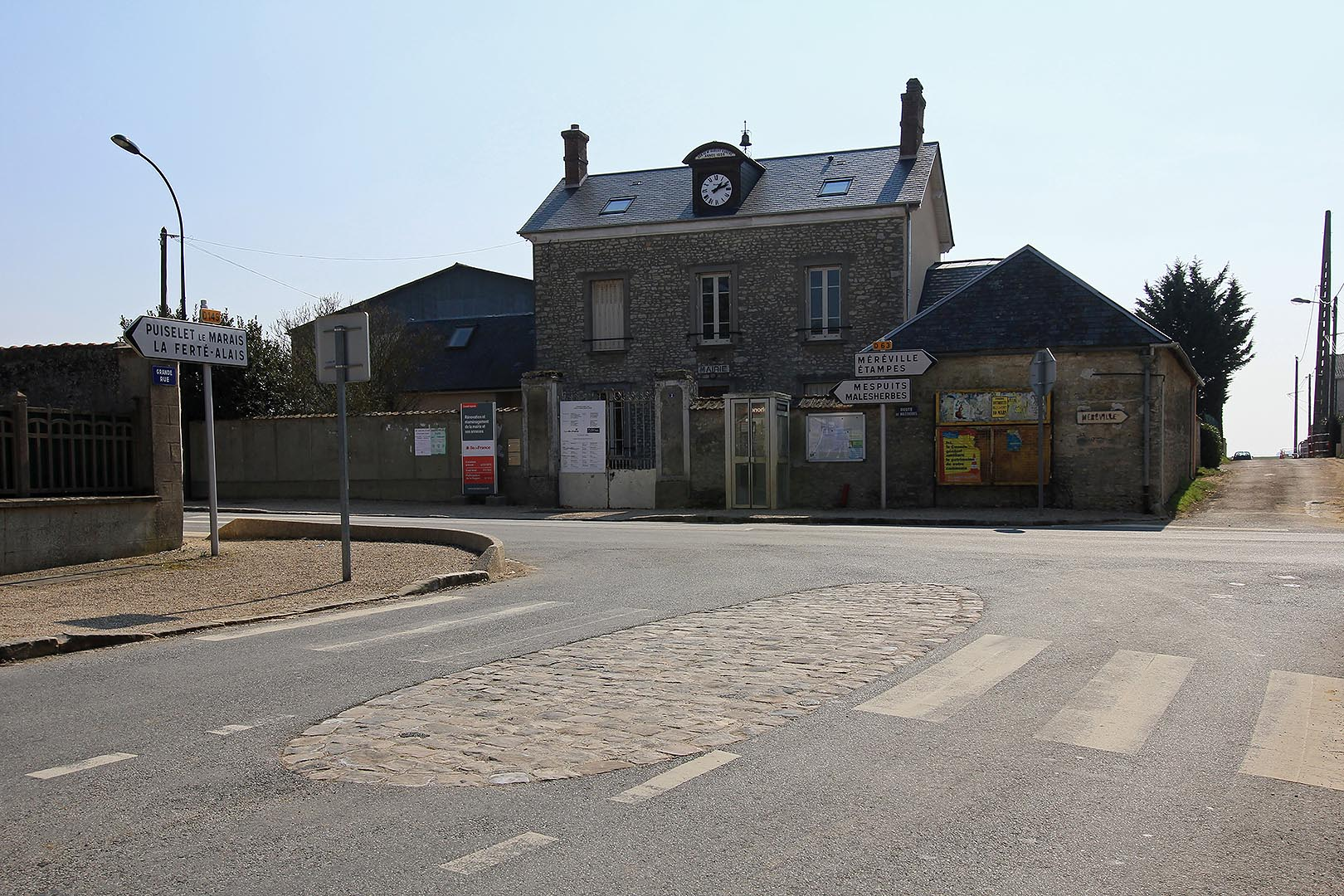
La mairie.

### Tendances et résultats politiques
Élections présidentielles, résultats des deuxièmes tours :
- Élection présidentielle de 2002 : 85,71 % pour Jacques Chirac (RPR), 14,29 % pour Jean-Marie Le Pen (FN), 85,59 % de participation[32].
- Élection présidentielle de 2007 : 62,14 % pour Nicolas Sarkozy (UMP), 37,86 % pour Ségolène Royal (PS), 90,60 % de participation[33].
- Élection présidentielle de 2012 : 53,33 % pour Nicolas Sarkozy (UMP), 46,67 % pour François Hollande (PS), 86,96 % de participation[34].

Élections législatives, résultats des deuxièmes tours :
- Élections législatives de 2002 : 69,33 % pour Franck Marlin (UMP), 30,67 % pour Gérard Lefranc (PCF), 75,68 % de participation[35].
- Élections législatives de 2007 : 63,54 % pour Franck Marlin (UMP) élu au premier tour, 16,67 % pour Marie-Agnès Labarre (PS), 83,76 % de participation[36].
- Élections législatives de 2012 : 65,17 % pour Franck Marlin (UMP), 34,83 % pour Béatrice Pèrié (PS), 79,82 % de participation[37].

Élections européennes, résultats des deux meilleurs scores :
- Élections européennes de 2004 : 29,63 % pour Patrick Gaubert (UMP), 12,35 % pour Alain Lipietz (Les Verts), 76,79 % de participation[38].
- Élections européennes de 2009 : 32,39 % pour Michel Barnier (UMP), 16,90 % pour Daniel Cohn-Bendit (Les Verts), 58,68 % de participation[39].

Élections régionales, résultats des deux meilleurs scores :
- Élections régionales de 2004 : 45,56 % pour Jean-Paul Huchon (PS), 43,33 % pour Jean-François Copé (UMP), 84,68 % de participation[40].
- Élections régionales de 2010 : 52,78 % pour Valérie Pécresse (UMP), 47,22 % pour Jean-Paul Huchon (PS), 68,97 % de participation[41].

Élections cantonales, résultats des deuxièmes tours :
- Élections cantonales de 2004 : 71,59 % pour Franck Marlin (UMP), 28,41 % pour Patrice Chauveau (PCF), 86,49 % de participation[42].
- Élections cantonales de 2011 : 91,86 % pour Guy Crosnier (UMP), 8,14 % pour Jacques Met (FN), 80,53 % de participation[43].

Élections municipales, résultats des deuxièmes tours :
- Élections municipales de 2001 : données manquantes.
- Élections municipales de 2008 : 90 voix pour Gérard Beauvais (?), 86 voix pour Guy Crosnier (?), 80,83 % de participation[44].

Référendums :
- Référendum de 2000 relatif au quinquennat présidentiel : 72,00 % pour le Oui, 28,00 % pour le Non, 49,53 % de participation[45].
- Référendum de 2005 relatif au traité établissant une Constitution pour l'Europe : 54,26 % pour le Oui, 45,74 % pour le Non, 84,35 % de participation[46].

## Population et société

### Démographie

#### Évolution démographique
L'évolution du nombre d'habitants est connue à travers les recensements de la population effectués dans la commune depuis 1793. Pour les communes de moins de 10 000 habitants, une enquête de recensement portant sur toute la population est réalisée tous les cinq ans, les populations de référence des années intermédiaires étant quant à elles estimées par interpolation ou extrapolation. Pour la commune, le premier recensement exhaustif entrant dans le cadre du nouveau dispositif a été réalisé en 2007.

En 2022, la commune comptait 153 habitants, en évolution de −6,13 % par rapport à 2016 (Essonne : +2,89 %, France hors Mayotte : +2,11 %).
| 1793 | 1800 | 1806 | 1821 | 1831 | 1836 | 1841 | 1846 | 1851 |
| ---- | ---- | ---- | ---- | ---- | ---- | ---- | ---- | ---- |
| 203  | 203  | 217  | 207  | 217  | 220  | 226  | 201  | 203  |

| 1856 | 1861 | 1866 | 1872 | 1876 | 1881 | 1886 | 1891 | 1896 |
| ---- | ---- | ---- | ---- | ---- | ---- | ---- | ---- | ---- |
| 196  | 202  | 203  | 187  | 181  | 172  | 163  | 146  | 149  |

| 1901 | 1906 | 1911 | 1921 | 1926 | 1931 | 1936 | 1946 | 1954 |
| ---- | ---- | ---- | ---- | ---- | ---- | ---- | ---- | ---- |
| 138  | 141  | 120  | 108  | 119  | 99   | 93   | 97   | 81   |

| 1962 | 1968 | 1975 | 1982 | 1990 | 1999 | 2006 | 2007 | 2012 |
| ---- | ---- | ---- | ---- | ---- | ---- | ---- | ---- | ---- |
| 81   | 57   | 106  | 113  | 109  | 111  | 141  | 145  | 159  |

| 2017 | 2022 | - | - | - | - | - | - | - |
| ---- | ---- | - | - | - | - | - | - | - |
| 162  | 153  | - | - | - | - | - | - | - |

#### Pyramide des âges
En 2018, le taux de personnes d'un âge inférieur à 30 ans s'élève à 40,1 %, soit au-dessus de la moyenne départementale (39,9 %). À l'inverse, le taux de personnes d'âge supérieur à 60 ans est de 19,1 % la même année, alors qu'il est de 20,1 % au niveau départemental.
En 2018, la commune comptait 73 hommes pour 89 femmes, soit un taux de 54,94 % de femmes, largement supérieur au taux départemental (51,02 %).
Les pyramides des âges de la commune et du département s'établissent comme suit.
| Hommes | Classe d’âge | Femmes |
| ------ | ------------ | ------ |
| 0,0    | 90 ou +      | 0,0    |
| 6,8    | 75-89 ans    | 7,9    |
| 13,7   | 60-74 ans    | 10,1   |
| 21,9   | 45-59 ans    | 16,9   |
| 21,9   | 30-44 ans    | 21,3   |
| 12,3   | 15-29 ans    | 14,6   |
| 23,3   | 0-14 ans     | 29,2   |

| Hommes | Classe d’âge | Femmes |
| ------ | ------------ | ------ |
| 0,5    | 90 ou +      | 1,4    |
| 5,4    | 75-89 ans    | 7,2    |
| 12,9   | 60-74 ans    | 13,9   |
| 20     | 45-59 ans    | 19,4   |
| 19,9   | 30-44 ans    | 20,1   |
| 20     | 15-29 ans    | 18,2   |
| 21,3   | 0-14 ans     | 19,8   |

### Enseignement
Les élèves de La Forêt-Sainte-Croix sont rattachés à l'académie de Versailles. La commune ne dispose d'aucun établissement scolaire.
Enseignement primaire : la commune de La Forêt-Sainte-Croix est rattachée à l'école du Syndicat Intercommunal du Regroupement Pédagogique du Plateau (SIRPP) « La Garenne », située dans la commune de Bois-Herpin.
Premier cycle d'enseignement secondaire :  la commune de La Forêt-Sainte-Croix est rattachée au collège de Guinette, situé sur la commune d’Étampes.
Second cycle d'enseignement secondaire :  la commune de La Forêt-Sainte-Croix est rattachée au Lycée Geoffroy-Saint-Hilaire,

### Santé
Les services de santé à proximité sont situés dans la commune d’Étampes :  le centre hospitalier du Sud-Essonne et l’établissement public de santé Barthélémy-Durand.

### Fête patronale
La fête patronale est le jour de la Sainte-Croix, le 14 septembre ou le dimanche le plus proche ; elle est animée par l' « Amicale Sylvanienne » qui organise dans la salle polyvalente ou dans l'église spectacles et concerts.

### Lieux de culte
La paroisse catholique de La Forêt-Sainte-Croix est rattachée au secteur pastoral de Saint-Michel-de-Beauce-Étampes et au diocèse d'Évry-Corbeil-Essonnes. Elle dispose de l'église Saint-Saturnin-et-Saint-Mathurin.

### Médias
L'hebdomadaire Le Républicain relate les informations locales. La commune est en outre dans le bassin d'émission des chaînes de télévision France 3 Paris Île-de-France Centre, IDF1 et Téléssonne intégré à Télif.

## Économie
- Exploitations agricoles.

### Emplois, revenus et niveau de vie en 2006
|                         | Agriculteurs | Artisans, commerçants, chefs d’entreprise | Cadres et professions intellectuelles supérieures | Professions intermédiaires | Employés | Ouvriers |
| La Forêt-Sainte-Croix   | -            | -                                         | -                                                 | -                          | -        | -        |
| Zone d’emploi d’Étampes | 1,8 %        | 6,2 %                                     | 15,1 %                                            | 24,9 %                     | 27,2 %   | 24,8 %   |
| Moyenne nationale       | 2,2 %        | 6,0 %                                     | 15,4 %                                            | 24,6 %                     | 28,7 %   | 23,2 %   |

|                         | Agriculture | Industrie | Construction | Commerce | Services aux entreprises | Services aux particuliers |
| La Forêt-Sainte-Croix   | -           | -         | -            | -        | -                        | -                         |
| Zone d’emploi d’Étampes | 2,9 %       | 16,1 %    | 6,7 %        | 14,8 %   | 9,2 %                    | 5,8 %                     |
| Moyenne nationale       | 3,5 %       | 15,2 %    | 6,4 %        | 13,3 %   | 13,3 %                   | 7,6 %                     |
| Sources : Insee,        |             |           |              |          |                          |                           |

## Culture locale et patrimoine

### Patrimoine environnemental
La commune fait partie du Parc naturel régional du Gâtinais français.
Les bosquets boisés répartis sur le territoire ont été recensés au titre des espaces naturels sensibles par le conseil départemental de l'Essonne.

### Patrimoine architectural
- L'église saint Saturnin de La Forêt-Sainte-Croix, XVIe siècle.

### La Forêt-Sainte-Croix dans les arts et la culture
- 1977 : La Coccinelle à Monte-Carlo de Vincent McEveety, avec Dean Jones et Don Knotts.